# Домбеђхаз
Домбеђхаз (мађ. Dombegyház) је мањи град у жупанији Бекеш у Мађарској.

## Географија
Насеље лежи на површини од 57,96 km² и има популацију од 2.431 становника (2002).
Место се налази у југоисточном делу округа, удаљено је од Бекешчабе више од 50 километара, а налази се неколико километара северозападно од Кишварјашпусте са друге стране границе, на румунској страни. Суседна насеља: Кевермеш са севера, Кишдомбеђхаз са северозапада, Батања са југа-југоистока, Кишварјашпуста са југа из Румуније и Нађиратош са истока такође из Румуније.

## Историја
Стари Домбеђхаз се налазио нешто северније од данашњег Домбеђхазе и имао је већу површину. Село је основано у 19. веку. Османски султан Сулејман I је силом покорио  Мађарску 1522. године, а 1529. је дошао на ред и Домбеђхаз: неколико људи је погинуло, али је нешто становништва успело да побегне. Турци су порушили цело село, становници су се вратили, али пошто је село нестало, отишли су на друга места. Након тога, место села је припадало једном власнику, само су он и његова породица живели тамо. Године 1817. село је поново основано и постоји и данас. Нови Домбеђхаз је основан нешто јужније и мањи је био од старог Домбеђхазе. Села Кишдомбеђхаз и Мађардомбеђхаз се налазе на месту старог Домбегихаза, 1 километар једно од другог, 2 километра од Домбеђхазе.
Дана 11. децембра 2013. године извршена је примопредаја реконструисаног јавног пута који води ка Кишварјашпусти. Обновљен је и проширен у дужини од 3 km, изграђен је кружни ток на раскрсници улица Беке-Кошут-Тавас-Аради и створена су нова острва за боље контролисање саобраћаја.

## Демографија
Године 2001. 98% становништва насеља се изјаснило као Мађари, 2% осталих националности (углавном Роми, Румуни и Словаци).
Током пописа 2011. године, 86,6% становника се изјаснило као Мађари, 1,1% као Роми, 0,2% као Немци, 2,9% као Румуни и 0,2% као Срби (13% се није изјаснило, двојни идентитет може бити већи. од 100%). 
Верска дистрибуција је била следећа: римокатолици 49,3%, реформисани 4,2%, лутерани 1%, гркокатолици 0,4%, неденоминациони 23,7% (20,1% се није изјаснило).